# Kolonna Eterna
Kolonna Eterna (ang. Eternal Column), znany również jako Millennium Monument – jest to XXI-wieczny pomnik w formie obelisku, zbudowany w San Ġwann na Malcie. Kolumna pomnika jest przykładem sztuki abstrakcyjnej, jej projektantem jest Paul Vella Critien, maltański artysta lokalny, który studiował i doskonalił swój warsztat we Włoszech i Australii.
Pomnik jest upamiętnieniem nowego (trzeciego) tysiąclecia, jako część projektu San Gwann Local Council. Pomnik został odsłonięty w roku 2003 przez premiera Malty dr Eddiego Fenech Adamiego. Pomnik zwrócił uwagę społeczeństwa, z powodu częstego opisywania go, jakoby miał falliczny wygląd. Pomnik znajduje się przed kaplicą św. Małgorzaty.

## Historia
Kolonna Eterna jest pierwszym miejscowym pomnikiem Paula Velli Critiena, który został postawiony w miejscu publicznym, jego odsłonięcie nastąpiło 27 lutego 2003 roku. Za projektem tym stała lokalna rada San Gwann, która forsowała ideę upiększania publicznych ogrodów, włączając w to sztukę lokalnych artystów. Paul Vella Critien studiował sztuki piękne we Włoszech i, mieszkając późnej w Australii, był już artystą z doświadczeniem. Od momentu odsłonięcia, pomnik zwrócił uwagę społeczności z powodu ponoć fallicznego wyglądu, chociaż ma on reprezentować egipski obelisk wskazujący otwarte niebo jako symbol wieczności.

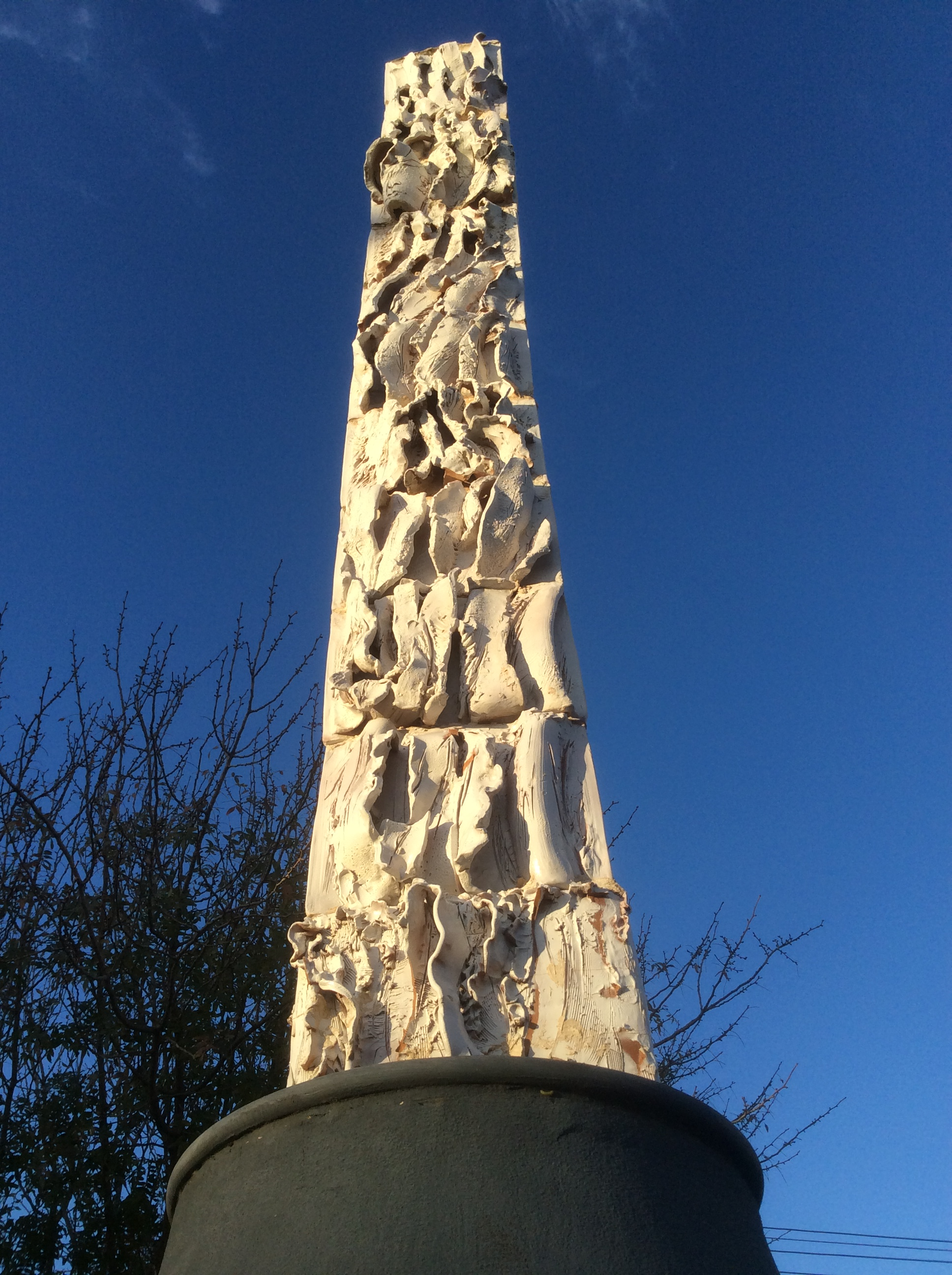
Szczegół z Kolonna Eterna (front)

Ceramiczna konstrukcja o wysokości 6 metrów została odsłonięta przez ówczesnego urzędującego premiera Eddiego Fenech Adamiego, późniejszego prezydenta Malty. Odsłonięcie było publiczną uroczystością, na którą przybył osobiście premier, autor dzieła, burmistrz San Gwann, miejscowi radni, członek Nationalist Party, inni politycy, publiczność i lokalne media.
Społeczność San Gwann ma kilka artystycznych pomników wzniesionych w różnych miejscach, i Kolonna Eterna jest w dużej mierze zintegrowana z krajobrazem tego obszaru, nawet, jeśli niektórzy przedstawiciele miejscowej społeczności wzywali do jego usunięcia ze względu na jego jakoby falliczny kształt.

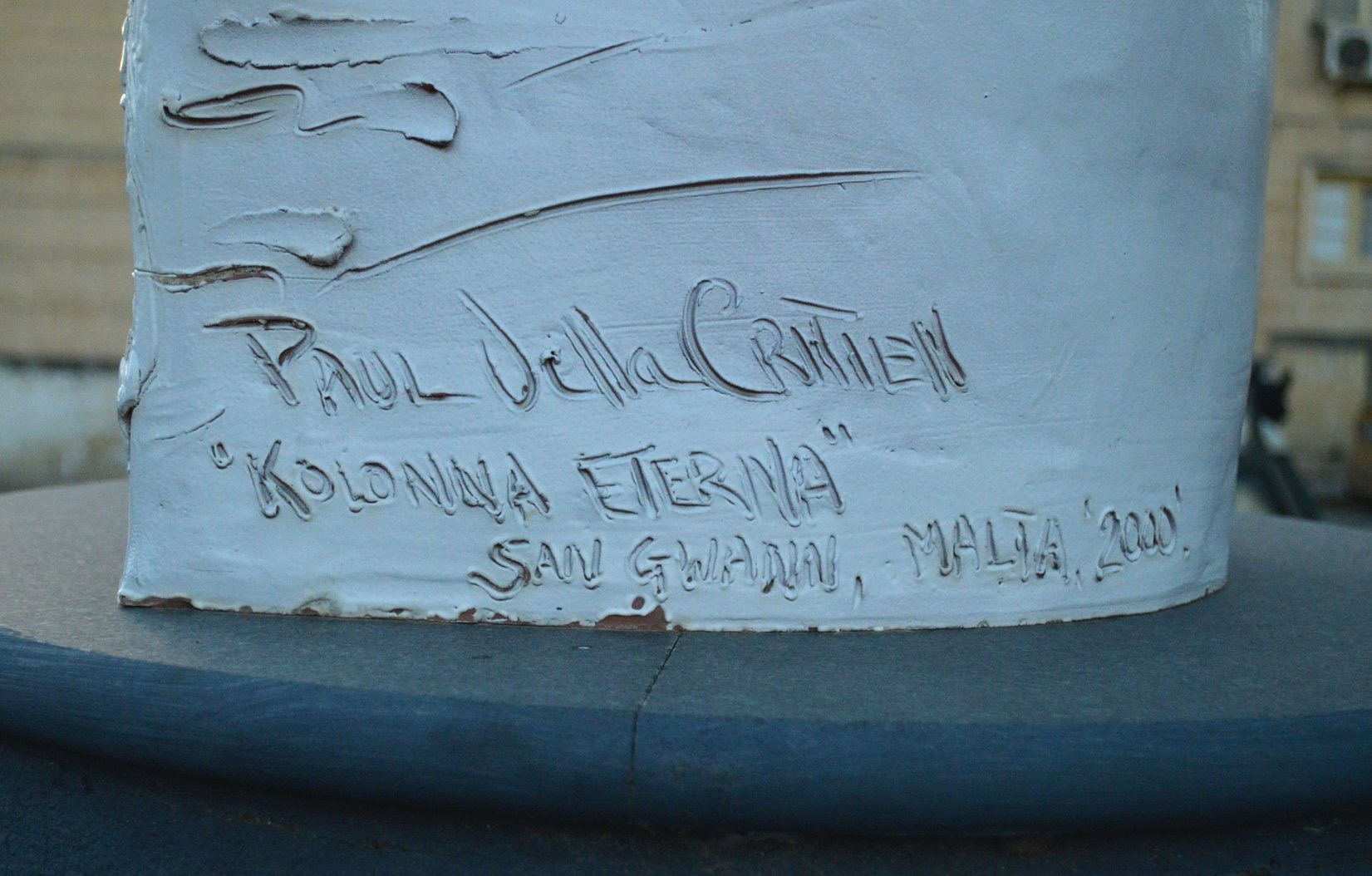
Podpis Paula Velli Critiena na Kolonna Eterna

Z tyłu pomnika, w jego dolnej części znajduje się napis:

Paul Vella Critien

"Kolonna Eterna"

San Gwann, Malta, '2000'

## Tablica

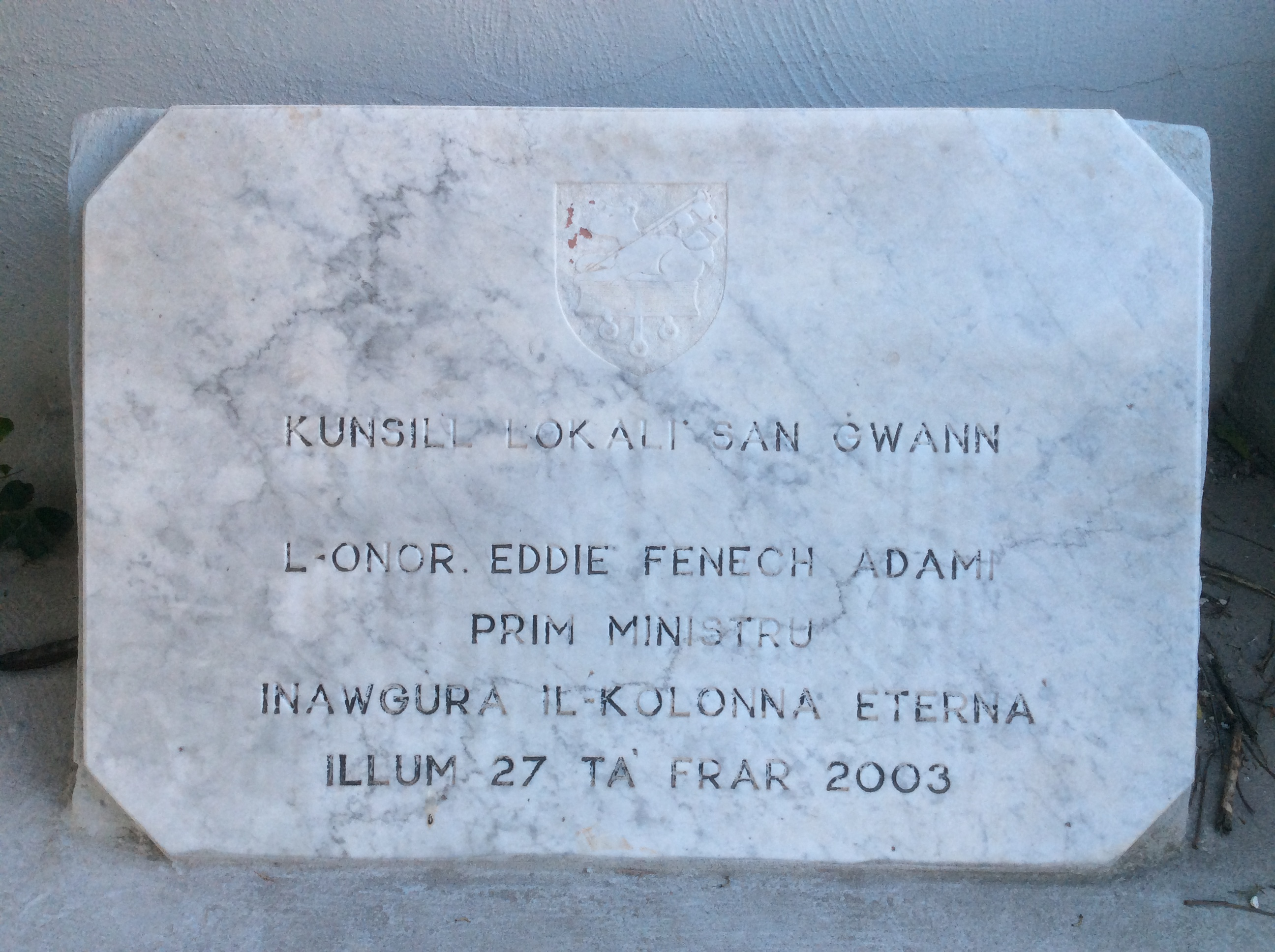
Tablica odsłonięta przez Eddiego Fenech Adamiego

Na tablicy odsłoniętej przez Eddiego Fenech Adamiego jest napisane:

Kunsill Lokali San Gwann

L-Onor Eddie Fenech Adami

Prim Ministru

Inawgura il-Kolonna Eterna

Illum 27 ta' Frar, 2003